# 이선길
이선길(李鮮吉, 1898년 6월 25일~1971년 1월 2일)은 일제강점기와 대한민국의 유도 선수였다. 1928년 일본 고도관(講道館)에 입관하여 유도를 수업하고 1930년대~1940년대의 일본 유도계를 재패하였다. 한진희, 이제황, 석진경, 박정준 등 대한민국 건국 초기의 유도 선수들을 길러냈다. 개화파 정치인 이규완의 아들이고, 화가 이영일의 형이다.
1932년, 1936년, 1937년, 1938년의 전일본유도선수권대회 선사권(選士權) 대회에서 우승하고, 1933년과 1935년에는 전일본유도선수권대회 준우승을 차지하였다. 유도 외에도 검도 유단자이기도 했지만 주로 유도선수로 활약하였다.

## 생애
1898년(고종 35년) 경성부에서 이규완과 일본 여인 이매자의 아들로 태어났다. 그의 동생은 화가 춘천 이영일이다. 1915년 춘천공립보통학교를 거쳐 춘천농림고등학교(소양고등학교의 전신)에 진학하였으며, 1919년 춘천농림고등학교를 졸업하였다.
일본 유학을 다녀온 뒤 유도에 뜻을 두고 다시 일본으로 건너가 1928년 일본 고도관(講道館)에 입관하였다. 이후 1930년대~1940년대의 조선 내 유도계와 일본 전국 유도계에서 우승을 차지하였다. 당시 일본심판들은 처음에는 일본 선수를 편들었으나, 이선길의 실력이 워낙 출중하고 기력이 왕성하다는 점을 인정, 어쩔 수 없이 그를 판정승을 주었다고 한다. 그는 경찰계에 투신하라는 주변의 권고를 거절하고 유도선수로 생활하였다.
1930년대에 와서도 1932년 제3회 전일본유도선수권대회 선사권(選士權) 대회 일반 장년부에서 우승하고, 이후 춘천경찰서 실업팀에 들어가 활동하며 전일본 유도대회에 출전하였다. 1935년 11월 27일 강도관 조선지부(講道舘朝鮮支部)에서 유도5단 승단심사에 합격하여 5단이 되었다. 당시 그는 조선인으로 유도 5단에 입격한 사람의 한 사람이었으며, 춘천경찰서 소속이었다.
이후 1936년, 1937년, 1938년 세 번 전일본선수권 유도대회 일반장년부에서 우승하였다. 그리고 그밖에도 전일본유도선수권대회에서 2회의 준우승을 차지하였다. 1933년과 1935년에는 전일본유도선수권대회 준우승이었다.
해방 후에는 대구 무덕관에서 유도선수들을 길러냈다. 대구 무덕관은 당시 유도와 검도도장을 겸하였다. 그는 평생 유도 선수와 후진 양성 등, 유도인으로 살아왔으며 그 공로를 인정하여 1965년 대한유도회에서 9단을 수여했다. 훗날 그의 문하생 중 한 사람인 유도선수 박정준은 그를 추모하면서 "제8회 전일본선수권대회에서 그의 기세는 그야말로 무인지경을 가듯 세번의 승부 시간을 합해 10분이 넘지않았다"고 했으며 "일본선수들은 그의 괴력을 무서워하여 손과 발은 댈수 없는 황이었다"고 평한다. 해방 후에는 후배 유도 선수 육성에 전념하였다.
그는 아버지 이규완의 뜻에 따라 춘천의 황무지를 개간하여, 유도 선수 활동 외에는 농업에 전념하였다. 한때 춘천에서 스케이트 선수들의 연습지로 활용된 이선길 연못이 그의 땅 안에 있었다고 한다. 그는 연못에 와서 스케이트 연습하는 학생들에게 한푼 받지도 않고, 쫓아내지도 않았다. 만년에는 강원도 춘천에서 여생을 보냈다. 그의 아버지 이규완이 이승만, 서재필의 미국 생활비를 송금한 일과 상하이 임시정부로 돈을 송금해주었던 점을 고맙게 여겼던 이승만은 1953년 이선길에게 신신백화점 부지 및 주변 토지를 무상으로 불하해주겠다 제안하였으나, 그는 분에 넘치는 것이라며 사양하였다.
1969년 11월 28일 대한민국 유도회에서 그에게 유도9단증을 수여하였다. 1971년 1월 2일 서울특별시 중구 신당동 426-3번지 자택에서 사망했다.

## 평가
이선길은 유도계에선 신화적인 인물로 한국과 일본을 통틀어 실력으로 제패한 인물이다. 그는 유도에의 꿈을 젊은이들에게 심어주었으며 그래서 ‘유도계의 대부’로 통한다.

## 가족 관계
- 아버지 : 이규완(李圭完, 1862년 11월 15일 ~ 1946년 12월 15일)
- 어머니 : 나카무라 우메코(中村梅子, 1880년 5월 15일 ~ 1961년(?) 9월 14일)
  - 형 : 이각일(李覺一)
  - 동생 : 이영일(李英一, 1903년 5월 12일 ~ 1984년 9월 7일)
  - 동생 : 이대길(李大吉)
  - 동생 : 이재길(李載吉), 브라질로 이민
- 부인 : 이름 미상
  - 딸 : 이옥자
  - 아들 : 이순영(李淳霙)

## 같이 보기
- 대한유도회
- 석진형
- 이제황
- 이규완